# Requinta
La requinta és un instrument musical de vent de fusta, de la família de les flautes travesseres, tradicional de Galícia.

## Morfologia
La requinta es divideix tradicionalment en cinc parts: l'embocadura; el barrilet; la tercera i la quarta part, amb tres forats tonals cada una; i el peu o part de la clau, on hi ha l'única clau de les requintes tradicionals. L'interior de la requinta mostra una forma cònica, amb l'extrem més estret al final de l'instrument, amb l'excepció de la part de l'embocadura, que és cilíndrica. La fusta més habitual per a fer les requintes és el boix, si bé es conserven requintes antigues elaborades amb altres fustes més senzilles, o fins i tot de banús.

## Afinació i ús[calcitació]
Les requintes generalment estan afinades en fa#, ja que el seu ús habitual és l'acompanyament de les gaites en una zona on aquestes han estat tradicionalment afinades en si. El nom de la flauta probablement provingui del fet que, per tal de poder competir a nivell de volum amb les gaites, els músics de requinta fan ús de les notes agudes de la segona octava i de les greus de la tercera, obtingudes a través d'harmònics i d'una digitació especial, pràctica anomenada, precisament, en gallec, requintear.
En la zona on és originària, la requinta s'empra en agrupacions musicals formades per una o dues gaites, una o dues requintes, i percussió. Aquest grup pot anomenar-se, indistintament, grup de gaites o bé grup de requintes.
Actualment, l'estandardització de la gaita en do, així com l'ús de la requinta en altres tipus d'agrupació, ha fet que siguin habituals les requintes afinades en sol. Pel que fa a les flautes amb altres afinacions (do, re), en general no són anomenades requinta, sinó tan sols flauta (en gallec, frauta).

## Distribució[calcitació]
La presència tradicional de la requinta coincideix amb la zona on l'afinació popular de la gaita és si, i això és el territori situat al curs mitjà del riu Ulla, que podríem situar entorn dels municipis de Silleda, Boqueixón, Padrón, Teo, Touro, Vedra, Vila de Cruces i A Estrada. Actualment, però, l'instrument és més o menys present a tot el territori gallec, gràcies a l'interès per la música i els instruments tradicionals.